# 香港天樂媒體
香港天樂媒體（英語：Delight Media Hong Kong，縮寫：DMHK），簡稱天樂，是香港一間網絡媒體，於2006年10月成立。以製作多媒體資訊為主要業務，並透過多個網上平台傳送影像及聲音廣播。現時該台主要製作新聞節目，並間中提供直播服務。最後上載的片段為2017年3月的特首選舉。

## 發展里程
| 香港天樂媒體發展里程 | 香港天樂媒體發展里程 |
| 年份                 | 事件 |
| -------------------- | --- |
| 2006年               | 年中，NHz香港綜合討論區的伺服器寄存服務公司合約結束。 |
| 2006年               | 10月，再次建立網站，命名為香港天樂綜合討論區。 |
| 2007年               | 年初成立電台部，希望在網上遊戲以外，另闢途徑吸引討論區人流。網上電台於農曆新年啟播，首個節目為《文豪精選》。                                                                                                   |
| 2007年               | 7月成立新聞部，在網上電台提供新聞節目。同時展開長達兩年的新聞節目視頻化的可行性研究，新聞部成立後不久獲有線電視邀請到財經資訊台節目《潮流旗艦店》接受專訪。                                                    |
| 2008年               | 7月，新聞部組成採訪隊，主要採訪本地新聞。月底建立YouTube頻道，並放上第一個試驗性的節目 - 《動漫熱》，訪問一位參加動漫節Cosplay比賽的參賽者。                                                                   |
| 2009年               | 3月15日，天樂新聞台經長達兩年的研究、測試及預備後，開始試播。 |
| 2009年               | 6月10日，天樂新聞台正式啟播。 |
| 2009年               | 9月，網址由www.delighthk.com更換為www.hkdlm.com。同月啟播兩條新頻道。其一是天樂資訊台，用作分流新聞台的資訊節目，9月1日啟播；9日，於澳洲成立英文新聞團隊，提供國際新聞為主的英語新聞頻道(DHK News)亦正式啟播。 |
| 2009年               | 11月，首個天樂資訊台的節目--《文豪自由行 之 遊盡東亞運》首播。 |
| 2009年               | 12月，香港舉辦東亞運動會期間，每日提供賽事精華。 |
| 2010年               | 踏入五週年，成立天樂新聞網以及天樂娛樂網，並重啟香港天樂網上電台。 |
| 2011年               | 啟動直播服務，推出直播台。在啟播後三個月內，有超過十萬人次收看。 |
| 2011年               | 10月8日，英語新聞組接受澳洲廣播公司(ABC)訪問。 |
| 2011年               | 年底啟播娛樂頻道「D2」。 |
| 2012年               | 外語新聞部下半年首播時事節目《WA Tonight》；並獲珀斯市中心Northbridge Piazza邀請，於其戶外大電視播出英語新聞。                                                                                                 |
| 2013年               | 1月19日新聞部發生重大變動，英語新聞組負責人梁恩霖連同澳洲新聞部多位記者退出天樂，組成WAMN，結束原先於西澳洲提供的新聞服務。                                                                                    |
| 2013年               | 2月，香港方面全面接手原有位於澳洲的英文新聞部，開始恢復提供英文新聞服務，惟每周傍晚英語新聞未有復播。 |
| 2013年               | 3月初，香港爆發碼頭工潮，新聞部由工潮開始一直報道至5月工潮完結，採訪超過1個月，提供共46部影片的相關報道。 |
| 2013年               | 4月，新聞部小規模更改圖像設計。 |
| 2013年               | 5月初，黃色巨鴨來港，以縮時攝影拍攝充氣過程並於D2頻道播放。 |
| 2013年               | 5月尾，資訊台推出《香土人情》系列影片。 |
| 2013年               | 8月11日，12歲男童衝突中聲稱被打，《新聞第一線》播出有關片段，成為該台收視紀錄。 |
| 2013年               | 11月6日，新聞2台啟播，提供無旁述的足本新聞重溫，首播為立法會會議發言重溫。 |
| 2014年               | 1月15日，直播台改於 YouTube 播放，並於當天全程直播行政長官梁振英於立法會宣讀施政報告、施政報告記者會及晚上的施政論壇，同時在直播後提供足本重溫。                                                               |

## 錄影廠
香港天樂媒體啟播初期曾有一個以維港作背景的簡單廠房，而2013年前位於澳洲的英文新聞部則使用當地大學提供的廠房，並設主播一職。2013年起澳州分部解散後由香港接手英文新聞部，不定期提供於虛擬演播室製作的新聞報道。

## 頻道

### 電視頻道一覽
| 頻道名稱             | 頻道內容                                             | 廣播類型 | 啟播日期       |
| 新聞台               | 粵語新聞時事頻道，主要播放本地新聞                   | 錄播     | 2009年6月10日  |
| 新聞2台              | 多語言新聞時事頻道，提供新聞片段及立法會會議足本重溫 | 錄播     | 2013年11月6日  |
| 資訊台               | 粵語新聞資訊頻道，提供自家製作資訊節目               | 錄播     | 2009年9月1日   |
| DHK NEWS環球新聞頻道 | 英語新聞時事頻道                                     | 錄播     | 2009年9月9日   |
| D2                   | 粵語娛樂頻道，提供娛樂及綜藝資訊節目                 | 錄播     | 2011年12月25日 |
| 直播台               | 多語言直播頻道，直播突發新聞及記者會                 | 直播     | 2010年12月30日 |

### 電台
- 綜合頻道
- 新聞頻道
- 直播頻道

由於受到技術限制，香港天樂媒體旗下除「直播頻道」的網上電台頻道以及除「直播台」以外的網上電視頻道無法在網上電台收聽網站、網上視像串流直播網站以及網上聲音串流直播網站實現串流廣播。

## 電視節目

### 新聞台
- 新聞第一線
- 新聞報道（新聞6點鐘、新聞9點鐘）
- 新聞快訊
- 本港新聞及國際新聞
- 風暴消息

### 新聞2台
- 立法會會議重溫
- 足本新聞片段重溫

### 資訊台
- 香土人情（已完結）
- 文豪自由行（已完結）
- 東亞運系列（已完結）
- 長洲搶包山

### 環球新聞頻道
- News Summary
- Local News
- Sport News
- Evening News（已完結）
- Breaking News
- WA Tonight（已完結）

### D2
- 娛樂快訊

## 電台節目

### 綜合頻道
- 文豪精選
- 文豪一首播
- 弦外之音

### 新聞頻道
- 新聞報道
- 晨早新聞報道
- 風暴消息

### 直播頻道
- 無固定節目，用作進行突發事件直播。

## 收視
香港天樂媒體設有6條網絡電視頻道，大多數節目使用兩條新聞頻道名義播出，並會透過直播台轉播及直播立法會會議或其他新聞。重大新聞觀看次數較高，個別報道超過十萬人收看。